# Лавровое дерево (яйцо Фаберже)
«Лавровое дерево» (или «Апельсиновое дерево») — ювелирное яйцо, одно из пятидесяти двух императорских пасхальных яиц, изготовленных фирмой Карла Фаберже для русской императорской семьи. Яйцо было создано в 1911 году по заказу Николая II, который подарил его своей матери Марии Фёдоровне в качестве традиционного подарка на Пасху 1911 года. Поступило из Валютного фонда Наркомфина в 1927 году.
В настоящее время ювелирное яйцо находится в постоянной экспозиции Музея Фаберже в Санкт-Петербурге, расположенном во дворце Нарышкиных-Шуваловых.

## Описание
Императорское ювелирное пасхальное яйцо сделано из золота, покрыто зелёно-белой эмалью и украшено нефритами, алмазами, рубинами, аметистами, жемчугом и белым ониксом. Изготовлено для Марии Фёдоровны в подарок на Пасху 1911 года. Ювелирное изделие Лавровое (апельсиновое) дерево представляет собой сформированное из нефрита дерево с разветвлённой запутанной структурой ветвей, украшенное драгоценными камнями в виде фруктов и цветов, эмалированных белой эмалью с установленными алмазами.

## Сюрприз
Сюрпризом императорского ювелирного пасхального яйца «Лавровое дерево» является механическая крылатая певчая птичка, способная поворачивать голову, раскрывать клюв, петь и махать крыльями. Движение обеспечивается заводным механизмом. Птичка появляется из-под верхней ажурной крышки изделия — среди ветвей и листьев скрыты замочная скважина и крошечный рычаг, при нажатии на который открывается шарнирная круглая вершина дерева и появляется сюрприз.

## Владельцы
Император Николай II подарил ювелирное пасхальное яйцо «Лавровое дерево» своей матери Марии Фёдоровне на Пасху 1911 года. После Октябрьской революции, вместе с другими сокровищами императорской семьи, оно было конфисковано большевиками. В 1927 году императорское ювелирное пасхальное яйцо Фаберже «Лавровое дерево» стало одним из девяти яиц, проданных Всесоюзным объединением «Антиквариат» Эмануэлю Сноуману, Лондон. Затем в 1965 году ювелирное изделие, сменив пять различных владельцев, было продано госпожой Милдред Каплан Малколму Форбсу. В 2004 году на аукционе «Сотбис» в Нью-Йорке яйцо вместе с другими предметами коллекции Фаберже приобрёл миллиардер Виктор Вексельберг. Экспонируется в Музее Фаберже в Санкт-Петербурге.